# Al Akhbar
Al Akhbar ( arabo : الأخبار ; lett. "Le notizie") è un quotidiano in lingua araba pubblicato in formato semi tabloid a Beirut. Gli autori del giornale includono Ibrahim Al Amine, As'ad AbuKhalil , Amal Saad-Ghorayeb , Sharmine Narwani, Pierre Abi Saab e Amer Mohsen. Fino al 2015 era pubblicata su Internet anche una versione inglese.

## Storia
Il giornale ha iniziato a essere pubblicato e distribuito nel 2006, ed è registrato con la stessa licenza del giornale omonimo, fondato nel 1953, di proprietà di Akhbar Beirut SAL (Notizie di Beirut). È stato fondato dal defunto Joseph Samaha (un intellettuale di sinistra ed ex caporedattore di As-Safir ) e Ibrahim Al Amin (anche lui giornalista di sinistra e analista politico). Un sondaggio del 2009 di Ipsos Stat ha stabilito che il quotidiano è tra i cinque giornali più popolari di Beirut.
Nel dicembre 2010, Al Akhbar ha ricevuto e pubblicato una copia anticipata dei dispacci del Dipartimento di Stato americano , dopo di che il sito web del giornale è stato violato . In seguito a questo attacco, il giornale ha chiuso il suo sito web per un po'. Da allora ha continuato a collaborare con WikiLeaks e a tradurre cablogrammi in arabo. La versione online del giornale è stata il 12° sito web più visitato nel 2010 nella regione MENA.
Il 18 luglio 2011 il giornale, insieme ad As Safir , un altro quotidiano pubblicato in Libano, è stato bandito in Siria.
Il sito web in lingua inglese di Al Akhbar ha terminato le operazioni il 6 marzo 2015 e i piani per passare a un giornale cartaceo sono stati cancellati, in parte a causa della mancanza di fondi.

## Orientamento
Al Akhbar dichiara il proprio orientamento politico come indipendente e progressista, sostenendo i movimenti che lavorano per l'indipendenza, la libertà e la giustizia sociale e contro la guerra e l'occupazione, in Libano e nel mondo. L'impegno per la giustizia sociale comprende la pubblicazione di articoli e colonne che promuovono i diritti delle donne e dei gay . Nella sua "Guida completa ai media libanesi", il giornalista Deen Sharp descrive Al Akhbar come "critico nei confronti di tutti i gruppi libanesi", ma "percepito come favorevole all'8 marzo ", una coalizione di partiti politici in Libano che includono Hezbollah e il Movimento Patriottico Libero.